# Yesterday (EP)
Yesterday (EP) –en español: «Ayer»– es el undécimo EP por The Beatles, fue lanzado el 4 de marzo de 1966. Como todo EP por The Beatles solo fue lanzado en mono. Parlophone lo catalogó como GEP 8948.
Este EP contiene la canción que le da su título "Yesterday", tiene solo canciones del lado B del álbum Help!. La canción de título "Yesterday" fue publicada en sencillo, y en los Estados Unidos esta misma canción junto a "Act Naturally" fueron puestas en el álbum Yesterday and Today, publicación estadounidense. Mientras tanto "You Like Me Too Much" fue puesta en el álbum norteamaericano Beatles VI. "It's Only Love" no fue puesta en ningún álbum norteamericano.
En este EP cada miembro del grupo canta una canción: "Yesterday" por Paul McCartney, "Act Naturally" por Ringo Starr, "You Like Me Too Much" por George Harrison y "It's Only Love" por John Lennon.

## Lista de canciones
Todas las canciones escritas y compuestas por Lennon—McCartney, excepto donde esta anotado. 
| Cara 1 |                                    |                     |          |  |
| N.º    | Título                             | Vocalista principal | Duración |  |
| 1.     | «Yesterday»                        | McCartney           | 2:08     |  |
| 2.     | «Act Naturally» (Morrison—Russell) | Starr               | 2:33     |  |

| Cara 2 |                                   |                     |          |  |
| N.º    | Título                            | Vocalista principal | Duración |  |
| 1.     | «You Like Me Too Much» (Harrison) | Harrison            | 2:38     |  |
| 2.     | «It's Only Love»                  | Lennon              | 1:59     |  |